# Kereskedelmi Dolgozók Független Szakszervezete
A Kereskedelmi Dolgozók Független Szakszervezete (KDFSZ)  egy ágazati szakszervezet Magyarországon. 2008. augusztus 15-én hozták létre a magyarországi  Tesco áruházakban dolgozó munkavállalók. Csatlakozott a  Munkástanácsok Országos Szövetségéhez. Elnöke Bubenkó Csaba. 
A vasárnapi boltzár támogatásával tűnt fel a szakszervezet. A törvényes tilalom visszavonása  óta is a nyitvatartási korlátozások visszaállítását szorgalmazza a kormányzatnál. 
Sajtóértesülések szerint a szakszervezet a Spar Magyarországról való kivonulását is előre vetítette 2019 februárjában. Az üzletlánc képviselője ezt nyomban cáfolta.